# Biện pháp phòng ngừa phổ cập

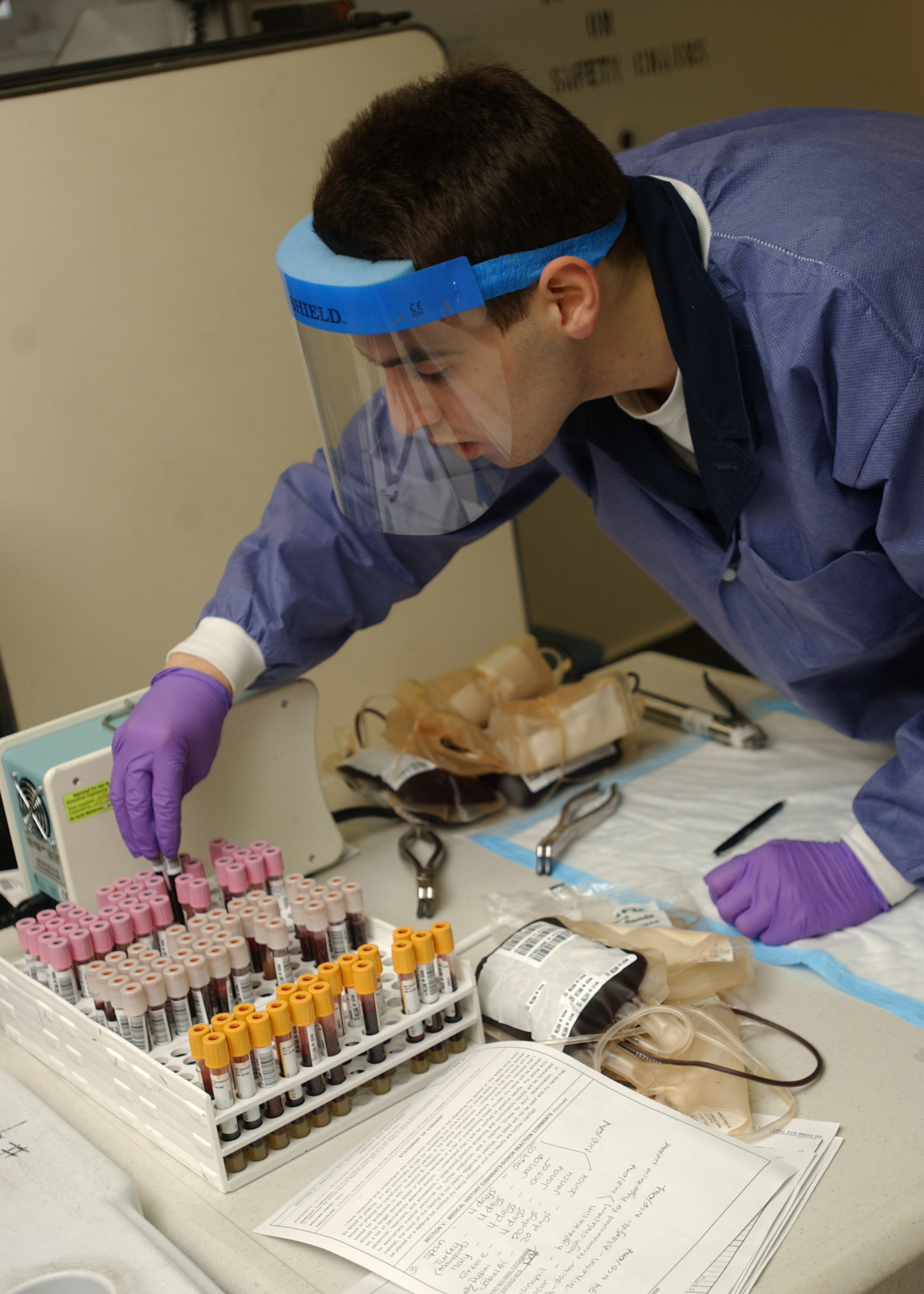
Một quân nhân Hải quân Hoa Kỳ được trang bị bảo hộ cá nhân (PPE) trong khi xử lý các mẫu máu.

Biện pháp phòng ngừa phổ cập đề cập đến việc thực hành trong y khoa, để tránh tiếp xúc với dịch cơ thể của bệnh nhân
, bằng cách đeo/mang các vật dụng không thấm như găng tay y tế, kính bảo hộ và lá chắn mặt bảo vệ. Nó đã được giới thiệu trong năm 1985-88. Năm 1987, thực hành các biện pháp phòng ngừa phổ cập được cải tiến với bộ quy tắc được gọi là cách ly chất cơ thể. Năm 1996, cả hai đã được thay thế bằng phương pháp mới nhất được gọi là biện pháp phòng ngừa tiêu chuẩn. Sử dụng thiết bị bảo hộ cá nhân hiện được đề nghị trong tất cả các cơ sở y tế.

## Ý nghĩa lịch sử
Theo biện pháp phòng ngừa phổ cập, tất cả các bệnh nhân đều có thể mang tác nhân gây bệnh trong máu. Các hướng dẫn đề nghị đeo găng tay
khi thu thập hoặc tiếp xúc với máu và các dịch cơ thể khác, đeo mặt nạ bảo vệ khi có mối nguy hiểm bắn tung tóe máu lên niêm mạc cơ thể, xử lý tất cả các kim tiêm và vật sắc nhọn trong hộp đựng chống đâm thủng.
Các biện pháp phòng ngừa phổ cập được dành cho các bác sĩ, y tá, bệnh nhân và nhân viên hỗ trợ chăm sóc sức khỏe phải tiếp xúc với dịch cơ thể, bệnh nhân. Nhưng vẫn bao gồm nhân viên và những người khác có thể không tiếp xúc trực tiếp với bệnh nhân.
Tác nhân gây bệnh rơi vào hai nhóm lớn, đường máu (trong dịch cơ thể) và đường không khí.